# Валлих, Натаниэл
Ната́ниэл (или Натан, или Натан-Волф, или Натан бен Волф, или Натанаэл) Ва́ллих (или Волф Валлих) (англ. Nathaniel Wallich) — датский и английский хирург и ботаник первой половины XIX века.

## Начало пути
При рождении получил имя Натан бен Волф (его отец Волф бен Валлих (или Волф Валлих) был торговцем, перебравшимся в конце XVIII века из голштинского города Альтона вблизи Гамбурга — в Копенгаген). Позднее Натан Бен Волф принял имя Натан Валлих, а когда повзрослел — Натаниэл.
Валлих получил диплом Королевской академии хирургов в Копенгагене, где он изучал ботанику у Мартина Валя, а затем — место хирурга в Серампуре в Датской Индии, с 1755 по 1845 годы известном под названием Фредериксногор (дат. Frederiksnagore). Он отплыл в Индию через Мыс Доброй Надежды в апреле 1807 года и прибыл в Серампур в ноябре.

## Индия
Союз Дании с наполеоновской Францией в итоге привёл к тому, что многие датские колонии были аннексированы британцами, в том числе и Фредериксногор. Британская Ост-Индская компания утвердилась во Фредериксногоре, Валлих был заключён в тюрьму. В 1809 году он был освобождён под честное слово. В августе 1814 года Валлих стал помощником хирурга в Ост-Индской компании, а в декабре 1814 года заступил на место ушедшего в отставку руководителя Индийского музея. Позднее Валлих был назначен помощником Уильяма Роксбера, ботаника Ост-Индской компании в Калькутте, прозванного «отцом индийской ботаники».
С 1813 года он проявил большой интерес к растительности Индии, совершил экспедиции в Непал и нижнюю Бирму, объехал Западную Индию. Будучи членом Азиатского общества, Валлих в письме Совету общества 2 февраля 1814 года предложил создать музей общества, свои услуги и некоторые предметы из собственной коллекции. Общество горячо поддержало это предложение и решило создать музей, назначив Валлиха почётным куратором, а затем и директором Восточного музея Азиатского общества, как он стал называться. Сейчас этот музей — один из старейших в мире, а в то время это был первый музей такого рода в Азии.
Доктор Натаниэл Валлих возглавил музей 1 июня 1814 года. Музей был создан и быстро рос под руководством своего основателя и с помощью других дарителей. Большинство меценатов были европейцами, за исключением одного индийца, Рамкамала Сена, первоначально коллектора, а затем первого из индийцев секретаря Азиатского общества.
Валлих был назначен также управляющим ботаническим садом Ост-Индской компании в Калькутте, сначала временно, а затем и постоянно. Он перебрался в Калькутту в 1817 году и служил там до 1842 года.
Вместе с Уильямом Кэри он принял на себя издание Flora indica в соавторстве с Уильямом Роксбером (Серампур, 1820).
В 1828 году Валлих привёз в Европу около 8 000 собранных им образцов индийских растений, которые были потом распределены по разным публичным гербариям Европы и Америки. Тогда же он подготовил каталог растений калькуттского сада из более чем 20 000 гербарных листов.
Необходимость лечения принудила Валлиха 1811—1813 годы провести в более умеренном климате Маврикия, где, однако, он продолжал свои исследования.
В 1822 году по просьбе своего друга сэра Стэмфорда Раффлза он прибыл в Сингапур для устройства там ботанического сада, но по неизвестным причинам вернулся в Калькутту в следующем году.

## Научные достижения

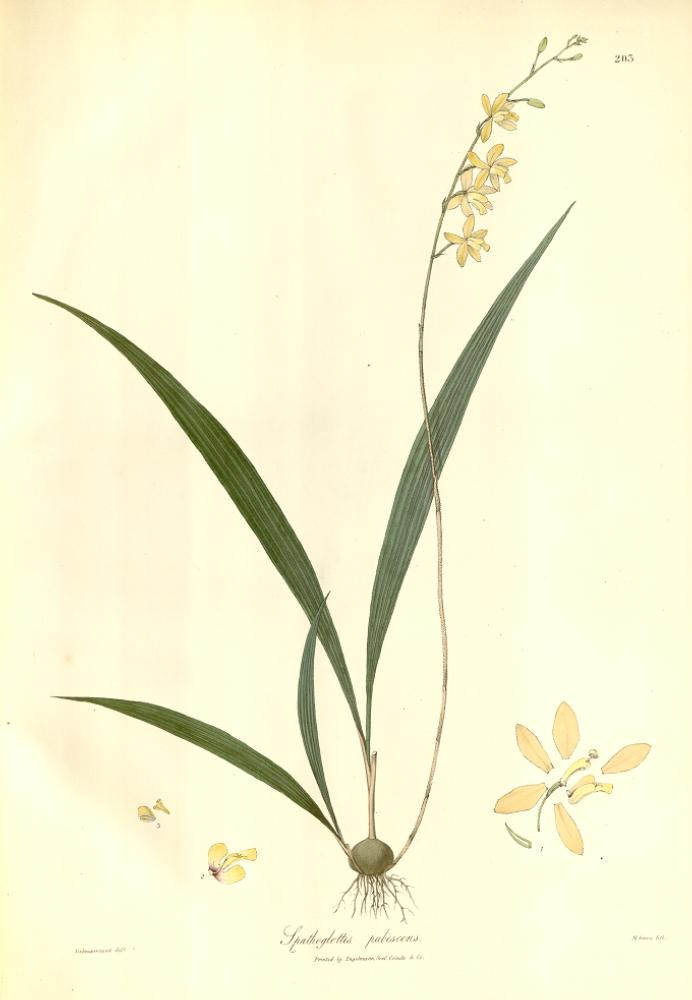
Lindl. Ботаническая иллюстрация из книги Н. Валлиха Plantæ Asiaticæ rariores, том 3, таблица 203

Валлих участвовал во многочисленных экспедициях. В 1825—1827 годах он исследовал леса Западной Индии, объездил Аву и Бирманскую область.
Одной из самых больших заслуг Валлиха в области изучения растений была та помощь, которую он регулярно представлял множеству коллекторов растений, которые останавливались в Калькутте по дороге в Гималаи.
В своем Tentamen Floræ Nepalensis Illustratæ (vol. I—II, Калькутта, 1824—1826) Валлих впервые познакомил учёный мир с почти неизвестной до него растительностью Непала.

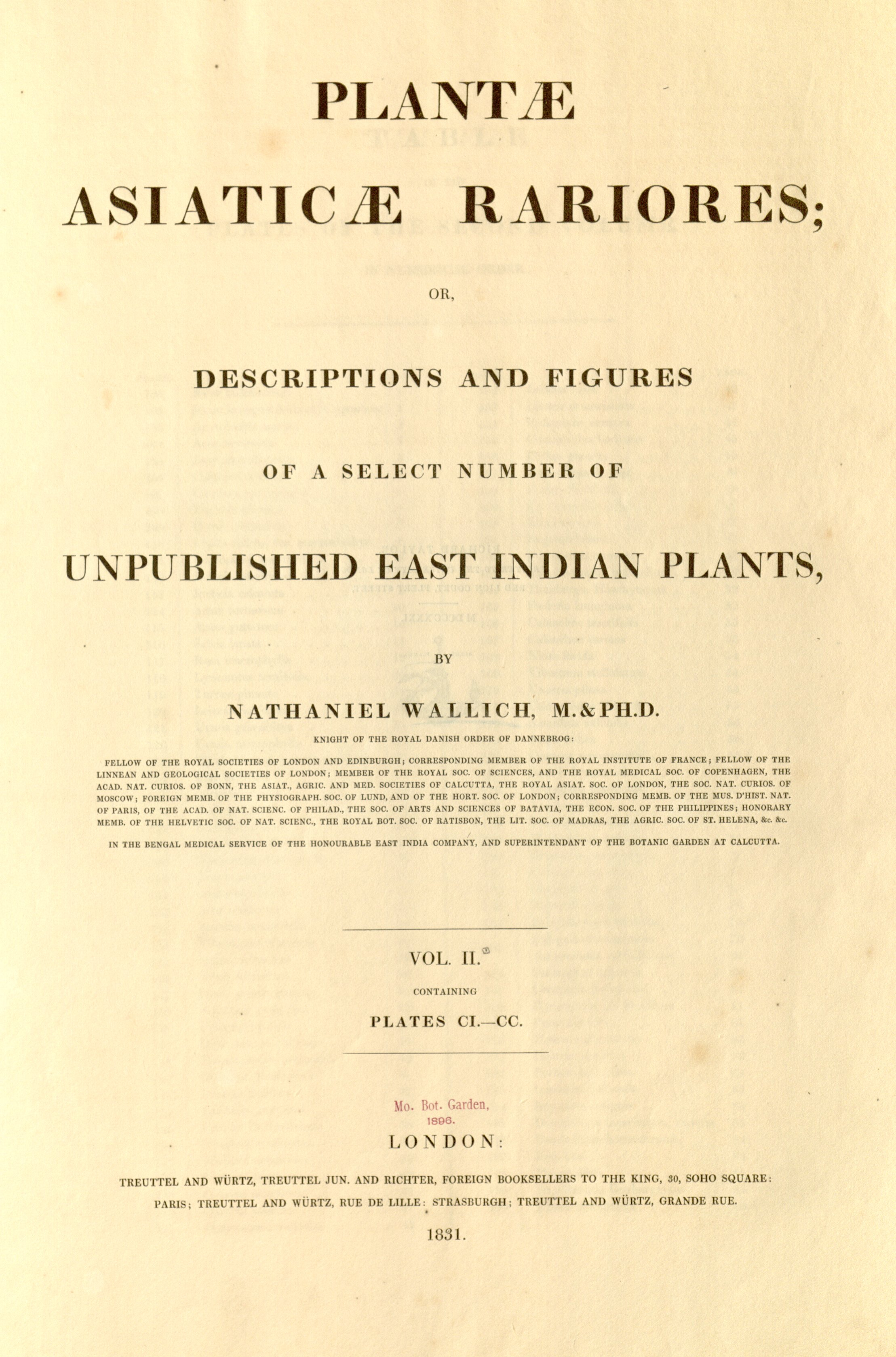
Титульный лист Plantæ Asiaticæ Rariores 1830—1932

В трёх томах главного труда Валлиха — Plantæ Asiaticæ rariores, or, Descriptions and figures of a select number of unpublished East Indian plants (vol. I—III, London : Treuttel and Würtz, 1830—1832) — содержатся 300 таблиц in folio, выполненных в технике литографии; из них 295 ботанических иллюстраций и 105 карт. Были использованы работы местных художников, нанятых калькуттским ботаническим садом: 146 рисунков принадлежат Горачанду (англ. Gorachand), 109 — Вишнуперсауду (англ. Vishnupersaud) и 1 — Рунгиа (англ. Rungiah) (этот художник был нанят Робертом Уайтом, директором ботанического сада в Мадрасе). Три таблицы были созданы ботаником Уильямом Гриффитом, остальные — Джоном Кларком. Было сделано всего двести пятьдесят экземпляров этой работы, из которых 40 были приобретены Ост-Индской компанией.

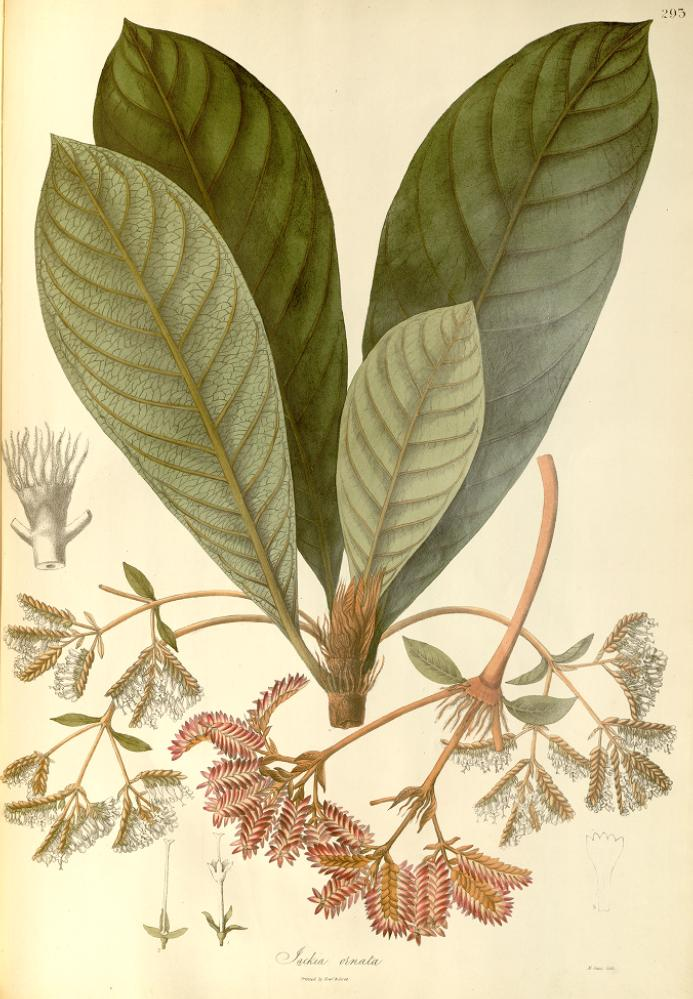
(Wall.) Ridsd. Рисунок Вишнуперсауда из Plantæ Asiaticæ rariores

В 1835 году Валлих, Уильям Гриффит и геолог Джон Макклелланд были направлены в провинцию Ассам для ознакомления с местными чайными плантациями и оценки перспектив выращивания чая. Во время этой поездки, организованной Чайным комитетом, обострились отношения между Валлихом и Гриффитом. Валлих обвинил Гриффита в сокрытии некоторых растений, которые тот собрал. Гриффит жаловался на Валлиха: «Я повторяю то, что я уже часто говорил: совершенно невозможно жить рядом с таким человеком, он представляет собой комплекс слабостей, предрассудков и тщеславия». Эти взаимоотношения нашли своё отражение в записках Макклелланда в Калькуттском журнале естественной истории и будущей переработке Гриффитом замыслов Валлиха в Ботаническом саду в Калькутте.
Валлих был ответственным за упаковку образцов растений, которые пересылались в Англию через калькуттский сад, и в течение этого времени он разработал ряд новаторских методов упаковки, в том числе упаковку семян в коричневый сахар. Сахар очень хорошо сохранял и защищал семена во время перевозки по морю; этот метод сохранялся вплоть до внедрения ящика Уорда.
Валлих проявлял искренний интерес к индийскому искусству и истории. Будучи первым директором Восточного музея Азиатского общества (который сегодня называется Индийским музеем), он привлекал к работе индийских художников, хотел, чтобы они подписывали свои произведения (однако, это так и не было осуществлено). В течение 1837 и 1838 годов профессор Натаниэл Валлих читал лекции в Калькуттском медицинском колледже.
Валлих покинул Калькутту в апреле 1842 года и уехал в Европу через Мыс Доброй надежды. Его место недолго занимал Йоахим Отто Фогт (1795—1843), а затем управлять садом был назначен Уильям Гриффит.
Валлих был почётным доктором Университета Копенгагена и членом Датской королевской академии наук и литературы.
В отставку Валлих вышел в 1847 году и жил в Лондоне до самой кончины семь лет спустя. Похоронен на кладбище в Кенсал Грин.
Сын Натаниэла Валлиха — Джордж Чарлз Валлих (1815—1899) — стал врачом и биологом, был награждён медалью Линнея.

## Названы в честь Натаниэла Валлиха

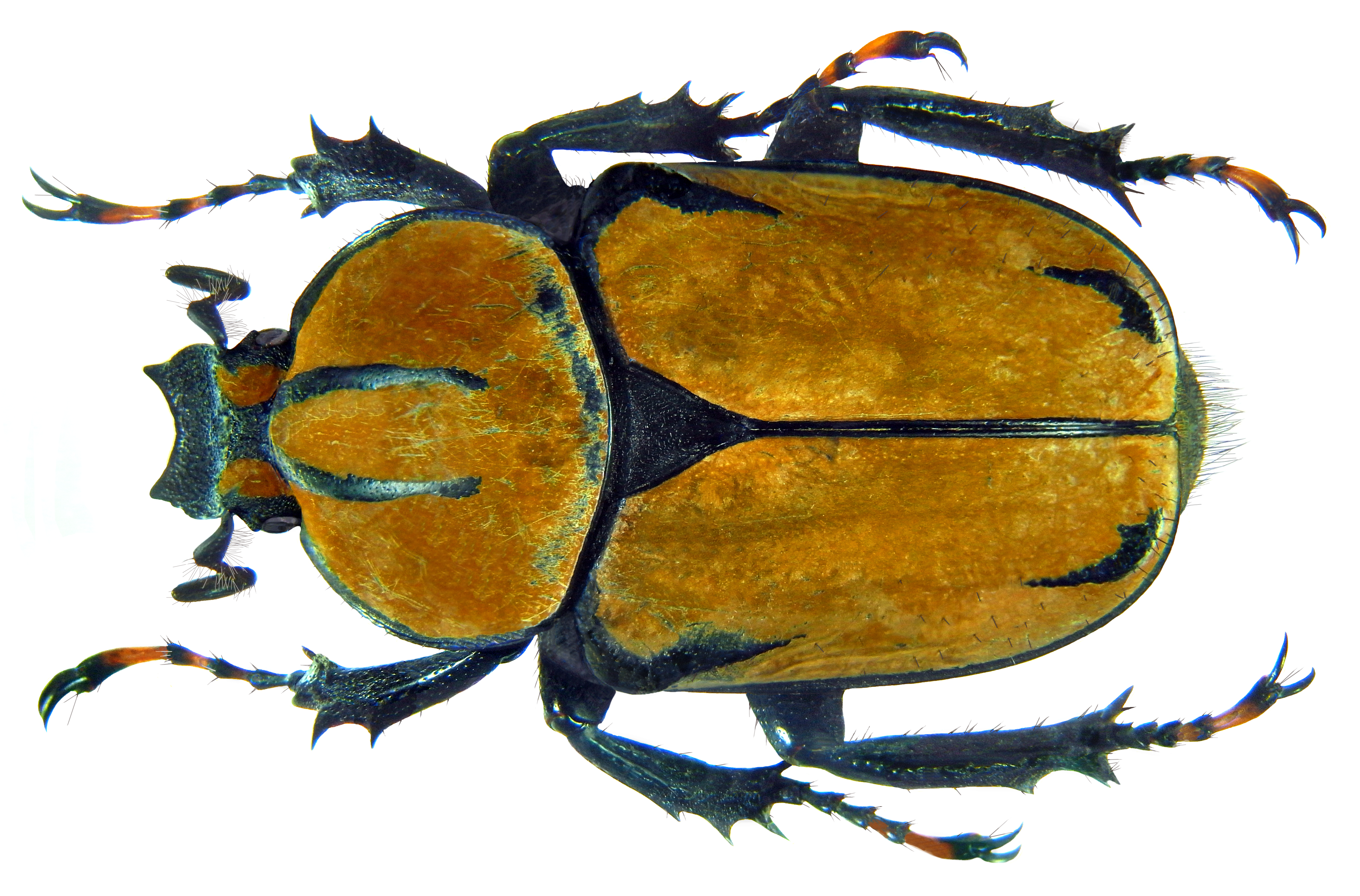
Самка Dicronocephalus wallichii

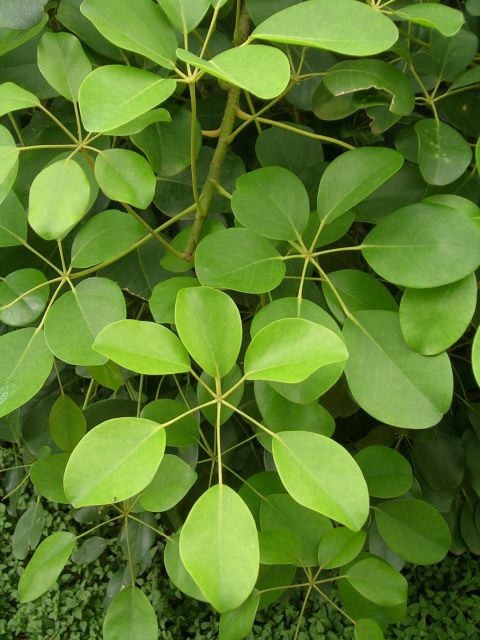
Шеффлера Валлиха (Schefflera wallichiana) (Wight & Arn.) Harms

Джордж Чарлз Валлих — автор наименований ряда ботанических таксонов. В ботанической (бинарной) номенклатуре эти названия дополняются сокращением «G.C.Wall.». См. список таких названий на сайте «International Plant Names Index».
В 1819 году Уильям Роксбер назвал именем Валлиха один из родов растений семейства Пальмовые — Валлихия (Wallichia) Roxb.
Виды животных и растений, названные в честь Натаниэла Валлиха:
- Berberis wallichiana — Барбарис Валлиха
- Brahmaea wallichii — Брамея Валлиха. Ночная бабочка из Центральной и Восточной Азии.
- Catreus wallichii — Фазан Валлиха. Гималаи.
- Clerodendrum wallichii — Клеродендрум Валлиха
- Convolvulus wallichianus — Вьюнок Валлиха
- Debregeasia wallichiana — Дебрегеасия Валлиха
- Dicronocephalus wallichii — вид жуков-бронзовок из Азии
- Dombeya wallichii — Домбея Валлиха
- Dryopteris wallichiana — Щитовник Валлиха
- Geranium wallichianum — Герань Валлиха
- Hoya wallichii — Хойя Валлиха
- Ligusticum wallichii — Лигустикум Валлиха
- Nageia wallichiana — Нагейя Валлиха
- Pinus wallichiana — Сосна Валлиха, или Сосна веймутова гималайская, или Сосна гималайская
- Rotala wallichii — Ротала Валлиха
- Rubus wallichii — Рубус Валлиха
- Schima wallichii — Схима Валлиха
- Schefflera wallichiana — Шеффлера Валлиха
- Taxus wallichiana — Тис Валлиха
- Tylecodon wallichii — Тилекодон Валлиха[англ.]
- Ulmus wallichiana — Вяз Валлиха
- Valeriana wallichii — Валериана Валлиха

## Научные труды
- Prodromus florae Nepalensis: sive Enumeratio vegetabilium quae in itinere per Nepaliam proprie dictam et regiones conterminas, ann. 1802—1803. Detexit atque legit d. d. Franciscus Hamilton, (olim Buchanan) Accedunt plantae a. d. Wallich nuperius missae /Secundem methodi naturalis normam disposuit atque descripsit David Don. Londini : J. Gale, 1825.
- Plantæ Asiaticæ rariores, or, Descriptions and figures of a select number of unpublished East Indian plants (vol. I—III, London : Treuttel and Würtz, 1830—1832; Т. 1, Т. 2, Т. 3